# Exogonium villosum
Exogonium villosum là một loài thực vật có hoa trong họ Bìm bìm. Loài này được (Choisy) Peter mô tả khoa học đầu tiên năm 1891.